# Louis Brindeau
Pour les articles homonymes, voir Brindeau.
Louis-Eugène-Henri Brindeau (21 décembre 1856, Le Havre - 25 août 1936, château de Cretot) est un magistrat et homme politique français, maire du Havre, député et sénateur de la Seine-Inférieure.

## Biographie

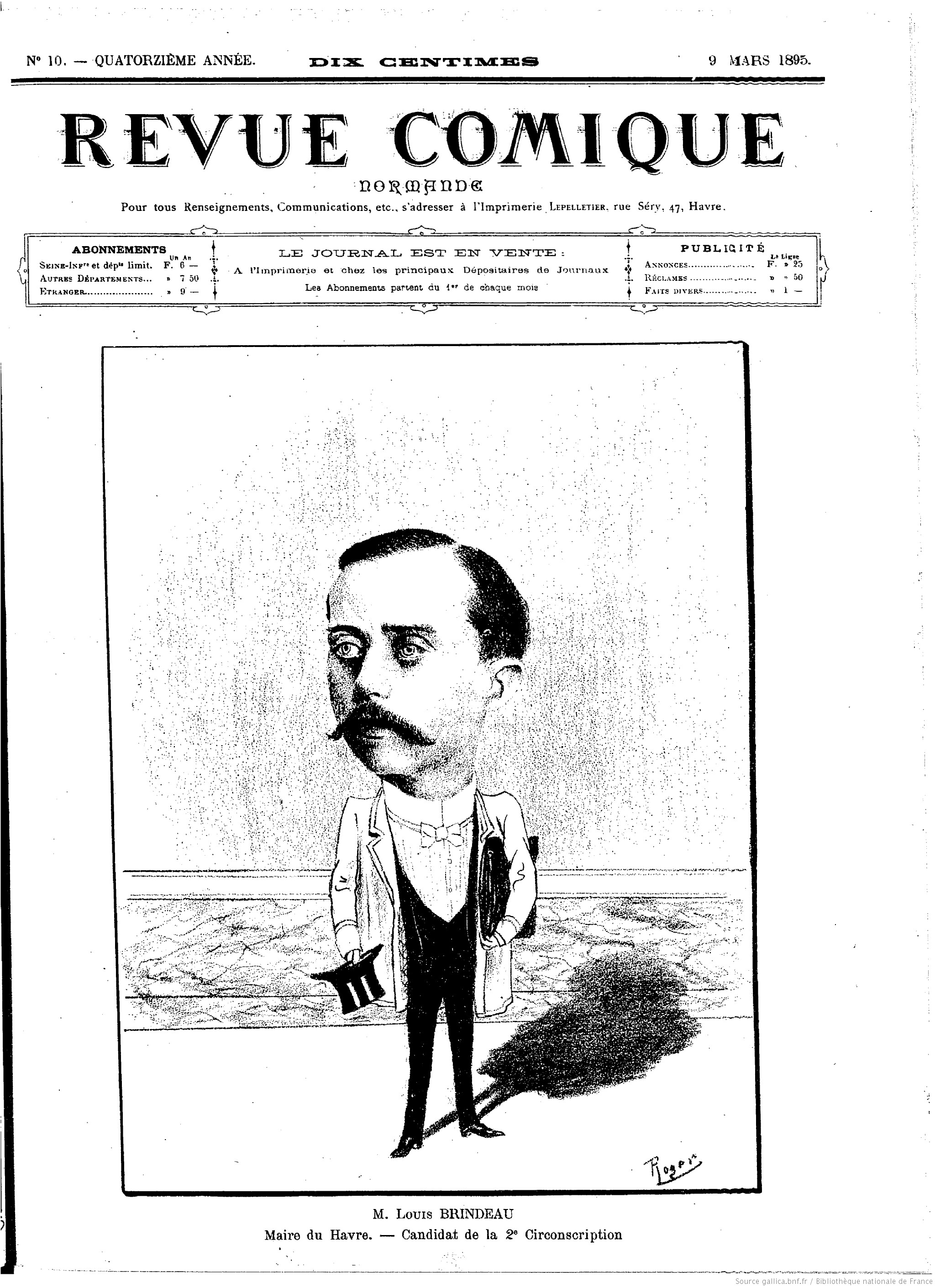
Louis Brindeau caricaturé par la Revue comique normande, 9 mars 1895.

Louis Brindeau est le fils de Gustave Brindeau, courtier en coton, adjoint au maire du Havre et conseiller d'arrondissement, et de Juliette Elisa Mazeline (fille de l'industriel François Mazeline). Après ses études secondaires au lycée du Havre et ses études de droit, il s'inscrit au barreau du Havre en 1881 et est nommé juge suppléant au tribunal civil en 1884.
Élu conseiller municipal en 1886, Louis Brindeau est maire du Havre pendant deux mandatures, du 9 novembre 1890 au 16 mai 1896. Il est député de 1895 à 1912 et sénateur 1912 à 1936. À la chambre, il est président du groupe des Républicains progressistes. Il est secrétaire de la Chambre de 1900 à 1902.
Il est nommé chevalier de la Légion d'honneur en 1892.
Il est connu pour avoir été un des grands défenseurs de la Ligne du Sud-Ouest, grand projet ferroviaire de la fin du XIXe siècle et du début du XXe siècle, jamais réalisé, qui aurait relié Le Havre à la rive gauche de la Seine par un franchissement du fleuve près de l'estuaire.
Il devient en 1900 le directeur du Journal du Havre, fondé par sa famille, et vice-président du Syndicat de la presse maritime.
En 1908, il préside le Congrès international de sauvetage, qui se tient à Nantes et Saint-Nazaire sous le patronage de la Ligue maritime.
Il fait don à la ville du Havre de son importante collection de documents rares sur la marine.
Il est enterré au cimetière Sainte-Marie du Havre.

## Distinctions
- Chevalier de la Légion d'honneur (1892)
- Officier de l'ordre de Léopold (1918)[2]

## Œuvre
- Louis Brindeau, La Ligne du Sud-Ouest, Le Havre, 1905.

### Sources
- « Louis Brindeau », dans le Dictionnaire des parlementaires français (1889-1940), sous la direction de Jean Jolly, PUF, 1960 [détail de l’édition]